# 長良 (軽巡洋艦)
長良（ながら）は、日本海軍の軽巡洋艦。長良型の1番艦。
艦名は川の名で、長良川にちなむ。

## 概要
1920年代、帝国海軍拡張期に6隻が建造されたうちの1隻。球磨型、川内型と3型あわせて5500トン級軽巡洋艦とも呼ばれる。
1922年（大正11年）4月竣工。30ノット以上の速力、魚雷発射管の主兵装、複数の対水上用の14センチ単装主砲は純粋な水上戦闘が行われた第一次世界大戦の影響を強く残す。

## 艦型

### 太平洋戦争開戦時の要目
1941年（昭和16年）12月での要目。
- 兵装：
  - 50口径三年式14cm単装砲 7基7門
  - 九六式25mm連装機銃 2基4挺
  - 保式13mm四連装機銃 1基4挺
  - 7.7mm単装機銃 2挺
  - 61cm連装魚雷発射管 4基8門
- 航空兵装：
  - 呉式2号射出機3型改1 1基
  - 水偵 1基

### 大戦中の要目
大戦中は5番、7番主砲を撤去、航空兵装も廃止し代わりに12.7cm連装高角砲1基を装備した。また機銃も増備している。電探も装備と推定される。
酸素魚雷についてはあ号作戦終了後の改装時に、魚雷兵装を4連装発射管2基へと換装した事により発射能力を得たとの説があり、これ以前には空気魚雷を使用していた。
1944年（昭和19年）6月での要目。
- 基準排水量：6,050トン
- 公試排水量：7,199トン
- 速力：33.4ノット
- 兵装：
  - 50口径三年式14cm単装砲 5基5門
  - 40口径八九式12.7cm連装高角砲 1基2門
  - 九六式25mm3連装機銃 2基、同連装 6基、同単装 4基、合計22挺
  - 九三式13mm連装機銃 2基4挺
  - 61cm連装魚雷発射管 4基8門
  - 二一号電探 1基
- 航空兵装：なし

1944年（昭和19年）8月での兵装要目。
- 兵装：
  - 50口径三年式14cm単装砲 5基5門
  - 40口径八九式12.7cm連装高角砲 1基2門
  - 九六式25mm3連装機銃 2基、同連装 6基、同単装 14基、合計32挺
  - 九三式13mm連装機銃 1基、同単装 8基、合計10挺
  - 61cm4連装魚雷発射管 2基8門（九三式魚雷搭載）
  - 二一号電探 1基

一方、艦艇研究家の田村俊夫によれば上記の定説に対して、換装した根拠がない事や一部の特型駆逐艦が発射管を改造して酸素魚雷を運用した例がある事から疑問を持ち、長良の兵装変遷を調査した。その中で、
- 1944年7月1日に作られた『艦船要目概要一覧表』には、魚雷兵装に関して「連装発射管四基、九三式魚雷」と書かれている事。
- あ号作戦後に作られた『各艦機銃電探哨信儀等現状調査表』の図ではウェルデッキのままであり、戦前に酸素魚雷へ改装しウェルデッキを廃止した阿武隈の増備図とは大きく異なる事。
- 沈没時に米潜水艦クローカーから撮られた写真では、ウェルデッキが確認されている事。

以上の事から「連装発射管を改装して九三式酸素魚雷を発射可能にしたのではないか」という説を上げている。
田村俊夫が調査した1944年（昭和19年）8月での兵装要目。
- 兵装：
  - 50口径三年式14cm単装砲 5基5門
  - 40口径八九式12.7cm連装高角砲 1基2門
  - 九六式25mm3連装機銃 2基、同連装 6基、同単装 14基、合計32挺
  - 九三式13mm連装機銃 1基、同単装 8基、合計10挺
  - 九二式7.7mm機銃 2基
  - 61cm連装魚雷発射管 4基8門（九三式魚雷搭載）
  - 三式爆雷投射基4基
  - 爆雷投射軌条2基
  - 爆雷60個
  - 二一号電探 1基
  - 逆探 1基
  - 九三式水中探信儀
  - 九三式水中聴音機

## 艦歴

### フィリピン作戦
太平洋戦争開戦時には第三艦隊第十六戦隊に足柄、球磨と共に所属していたが、この2隻は南方部隊比島部隊主隊となった。一方、長良は第二十四駆逐隊、第十六駆逐隊第一小隊などとともに比島部隊の第四急襲隊（指揮官は第一根拠地隊司令官久保九次少将）を編成し、その旗艦となった。第四急襲隊は11月26日に寺島水道を出発して12月1日にパラオに到着。
開戦の日の12月8日の朝、艦橋に入ってきた艦長・直井俊夫大佐が「こんな馬鹿な戦争を始めやがって！」と大きな声を出したところを、航海長の薗田肇大尉（当時。後に駆逐艦「響」の最後の艦長。）を目撃している。艦橋には久保少将やその参謀たちもいたが、直井を咎めた者はいなかったという。
開戦後レガスピー攻略に従事した。攻略部隊は1941年12月8日にパラオから出撃し、12月12日に上陸が行われた。第四急襲隊は泊地の警戒などを行なったが、同日敵機の銃撃により長良は戦死者1名を出した。12月13日、長良と第二十四駆逐隊は奄美大島へ向かった。
次は長良は白鷹を除く第一根拠地隊や第二十四駆逐隊、第十六駆逐隊第一小隊などとともに第四護衛隊を編成し、ラモン湾上陸作戦に参加した。指揮官は久保少将で長良も引き続き旗艦であった。第四護衛隊は上陸部隊を乗せた船団を護衛して12月17日に奄美大島から出撃。12月24日に上陸が行われた。長良は12月30日にラモン湾を離れた。

### 蘭印作戦以降
続いて蘭印作戦が開始された。蘭印作戦参加部隊はダバオに集結し、長良は1942年1月2日に到着した。長良は第一根拠地隊の一部とともに東方攻略部隊の第一根拠地部隊（指揮官は第一根拠地隊司令官久保九次少将）を編成し、その旗艦であった。
東方攻略部隊の最初の攻略目標はメナドであった。長良は1月9日にマララグ湾より出撃し、攻略部隊に合流して1月11日にメナド沖に到着した。この間、長良はマララグ湾の湾口では潜望鏡らしきものを発見、メナドの北西約40海里では浮上潜水艦を発見して攻撃している。メナドの攻略は1月11日に行われた。根拠地部隊はバンカ泊地の防備作業を行い、長良から久保少将がそれを指揮した。1月14日にモルッカ海で潜水艦30隻発見との報告があったことから掃討が行われ、長良もメナド東方に出撃したが、結局何も見つからず、潜水艦発見の報告の大半は鯨を誤認したものとされた。
メナドの次はケンダリー攻略であった。ケンダリー攻略では第十五駆逐隊、第十六駆逐隊などが第一根拠地部隊に加わり、久保少将が攻略部隊の指揮をとった。攻略部隊は1月21日にバンカ泊地から出撃。1月24日に上陸が行われた。1月25日、雨で視界が悪い中、ケンダリーへ向かっていた駆逐艦初春が21ノットで長良の右舷中央部付近に衝突する事故が発生し、長良で重傷者2名がでた。久保少将は駆逐艦初霜に移り、長良はダバオで工作艦明石による修理を受けた。
修理完了後、長良は2月2日にバンカ泊地に着き、マカッサル攻略に参加することとなった。久保少将は長良に戻った。マカッサル攻略に参加するのは長良の他第一根拠地隊の大半や第二十一駆逐隊、第八駆逐隊、第十五駆逐隊などであった。攻略部隊は順次スターリング湾に集結し、2月6日に出撃した。途中、攻略部隊はアメリカ潜水艦の攻撃を受け、スカルピンによる攻撃は外れたが、S-37の雷撃で駆逐艦夏潮が沈没した。上陸は2月9日に行なわれ、マカッサルは占領された。長良は2月13日にスターリング湾に戻った。
第一根拠地部隊の次の作戦はバリ島攻略であった。この作戦では長良は第二十一駆逐隊（駆逐艦1隻を除く）とともに作戦支援にあたる支援隊であった。攻略部隊は2月18日にマカッサルから出撃し、2月19日に上陸が行われたが同日夜連合国艦隊が泊地を襲撃しバリ島沖海戦が発生。セバチャン島東方にあった支援隊は急行したものの戦闘には間に合わなかった。
2月17日には長良はイギリス潜水艦トルーアントから魚雷攻撃を受けたが、損害はなかった。
続いて第二次バリ島輸送作戦が行なわれ、長良も参加。作戦部隊は2月23日にマカッサルから出撃。2月24日、スラバヤの北に巡洋艦1隻、駆逐艦3隻発見との報告があり長良などはバリ島・カンゲアン諸島間へ向かったものの会敵はしなかった。
3月15日の兵力部署改定で長良はニューギニア攻略部隊に加えられていたが、4月10日予定の戦時編制改定で長良は空母警戒隊の第十戦隊に編入されることとなったため、拘束期間の短いクリスマス島攻略部隊に移された。クリスマス島攻略には長良の他に軽巡洋艦那珂や名取等が参加し、攻略部隊は3月29日にバンタム湾から出撃。3月31日にクリスマス島に到着し、軽巡洋艦3隻の水偵は爆撃を行なった。上陸は成功したが、那珂が潜水艦の雷撃で損傷した。
4月10日、「長良」は第一航空艦隊第十戦隊に編入された。4月11日に舞鶴に
入港し、同地で修理を実施。この際、艦橋前の13ミリ4連装機銃の九三式13ミリ連装機銃1基への換装などが行われた。
5月にはMI作戦に備えて柱島へと移動し、5月26日に第一機動部隊（南雲機動部隊）警戒隊旗艦として柱島を出港、6月5日のミッドウェー海戦に参加した。
ミッドウェー海戦で旗艦赤城が2発の命中弾と1発の至近弾を受けて、味方駆逐艦の魚雷で雷撃処分された後、南雲忠一中将以下の第1航空艦隊司令部が移譲、旗艦となった。

### ソロモン諸島の戦い以降
呉に帰投後、7月14日に第十戦隊は第三艦隊に編入。8月9日から14日に呉で修理が行われ、この時7.7ミリ単装機銃2基が装備されたものと思われる。
8月16日にソロモン海域での作戦に従事するため出港した。8月24日には第二次ソロモン海戦に参加、10月26日には南太平洋海戦に参加したが、損傷なくトラック諸島へと帰還した。
11月12日からの第三次ソロモン海戦には、戦艦比叡、霧島を護衛し、海戦にも参加した。13日の第一夜戦では軽巡洋艦アトランタに対して命中弾を得たが、重巡洋艦サンフランシスコの5インチ砲を被弾した。しかし損傷は軽微にとどまり、作戦を続行した。15日の第二夜戦において、ワシントンとサウスダコタの2戦艦を中心とする第64任務部隊と交戦、駆逐艦綾波が損傷させた駆逐艦プレストンにとどめを刺し、撃沈する戦果を挙げた。しかし、米新鋭戦艦2隻に対して雷撃による被害を与える事は出来なかった。18日にはトラックに帰還。11月20日、「長良」は第四水雷戦隊に編入された。
12月27日に「長良」は舞鶴に入港し、同地で修理が行われた。この時、五番砲の撤去や25ミリ連装機銃4期の装備などが行われた。「長良」は第二十四防空隊の人員兵器等を搭載して1943年1月20日に舞鶴を出港し、徳山を経て1月25日にトラックに到着。
1943年4月8日、トラック西方30浬で「厚生丸」が被雷し、「長良」は駆逐艦「夕暮」とともにトラックから救援に向かった。翌日「厚生丸」のもとに着き、「長良」は「厚生丸」を曳航してトラックへ向かったが、浸水のため「厚生丸」は沈没した。「長良」は「厚生丸」乗員を救助し、トラックに戻った。
7月15日、カビエンで右舷後部に触雷。ラバウルで応急修理を行った。この機雷はアメリカ潜水艦「シルバーサイズ」によって敷設されたものとされている。
7月20日、「長良」は第二水雷戦隊に編入され、旗艦となった。7月21日に「長良」と重巡洋艦「愛宕」、「高雄」、駆逐艦「涼風」はトラックを出発し、7月26日に横須賀に入港。
「長良」は修理のため、8月16日に舞鶴に入港した。この時には二一号電探、電波探知機の装備、須式探照灯の撤去と九六式探照灯の装備、2メートル半測距儀の撤去、射出機の換装などが行われた。11月1日、第四艦隊に編入され、旗艦となった。
11月前半に長良は連合艦隊のラバウル撤退を支援し、11月12日には潜水艦によって被雷大破した軽巡洋艦阿賀野をトラック泊地まで曳航した。
11月21日、アメリカ軍はギルバート諸島・タラワ環礁へ攻撃を開始、タラワの戦いがはじまった。
連合艦隊は第四艦隊長官を指揮官として、タラワ増援部隊を編成した。支援部隊（第四戦隊、第七戦隊、第八戦隊、第二水雷戦隊）、南洋方面航空部隊、補給部隊（第十駆逐隊、東亜丸、富士山丸）と共に、輸送部隊（指揮官伊澤少将：第十四戦隊《那珂、五十鈴》、長良、第6駆逐隊《雷、響》）、先遣隊潜水艦9隻という戦力が作戦に組み込まれた。21日、第十四戦隊はトラックを出発、22日にポナペ島に到着して陸軍部隊を収容、25日にクェゼリンに到着した。26日までに軽巡長良、第6駆逐隊（雷、響）はクェゼリンに集結、第十四戦隊（那珂）の指揮下に入る。こうしてギルバート方面への逆上陸準備は完了した。だがタラワはすでにアメリカ軍により陥落しており、逆上陸作戦は実行されなかった。タラワの陥落と、並行して勃発したギルバート諸島沖航空戦の敗北により、日本軍は制海権も制空権も失いかけていた。
長良は1943年12月5日にクェゼリン環礁に寄港中に第50.3任務群の空母艦載機の攻撃を受け、至近弾により搭載魚雷が誘爆、48名が死亡、艦長を含む112名が負傷した。
長良は同環礁に停泊していた工作艦山霜丸より応急修理を受け、トラックに退避した。病院船の氷川丸に負傷者や戦死者の遺骨を預け、西村友晴先任将校を艦長代理とした。この損傷から日本本国での修理が決まるが、先だってラバウル空襲で損傷し艦尾を切断した駆逐艦長波の曳航を命じられる。氷川丸に預けた戦死者遺骨を再び長良に持ち帰り、長波を曳航して日本本土に向かった。1944年1月24日に呉に到着して長波を引き渡し、長良は1月26日に舞鶴に入港して修理を受けた。この際に後述の「大戦中の要目」に記された改装を受けている。長良は修理中に中部太平洋方面艦隊付属に編入されたが、出渠して訓練も終了した5月に第十一水雷戦隊へ編入となった。
長良はしばらく呉に入港していたが、1944年6月15日にアメリカ軍がサイパン島に上陸したのを受け、逆上陸作戦の参加戦力として6月19日に横須賀へ移動した。だが6月21日のマリアナ沖海戦の敗北を受けて、25日に逆上陸は中止となった。急遽小笠原諸島の防衛力増強の必要に迫られた陸軍はサイパン島逆上陸用に用意していた部隊を小笠原諸島防衛に転用することを決定し、海軍も同様に準備していた艦船を小笠原への輸送にあてることとし、伊号輸送部隊を編成した。長良は伊号輸送部隊第一輸送隊（長良、駆逐艦冬月、松、第四号一等輸送艦等）に加わり6月28日に横須賀を出港、7月1日に父島二見に入港し任務を果たした。
7月14日から長良は沖縄への呂号輸送作戦に従事し、8月5日に那覇から疎開者をつれて出港して6日に鹿児島に入港、疎開者を上陸させた。

### 最期

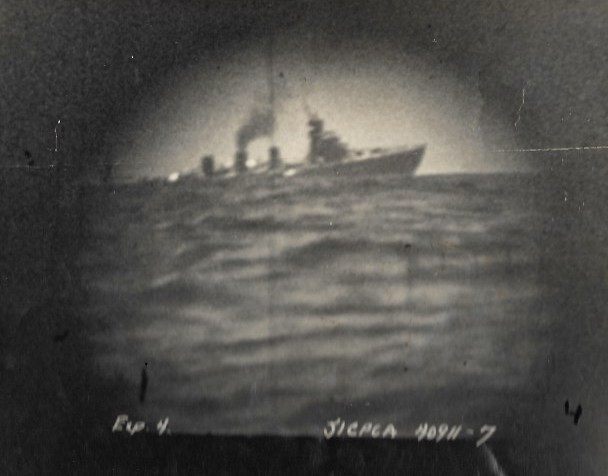
クローカーの潜望鏡から撮影された沈没する長良

1944年（昭和19年）8月7日、長良は鹿児島を出港して佐世保へ向かう途中、熊本県の天草諸島の西においてアメリカ潜水艦クローカーに雷撃された。クローカーの後部発射管から4本の魚雷が射出され、うち1本が長良の右舷後部に命中し、長良はほどなくして沈没した。中原艦長以下348名が戦死し、237名が救助された。沈没する長良の様子はクローカーによりカラー映像として記録されていた。
同年10月10日に艦艇類別等級表から削除、
帝国軍艦籍から除かれた(除籍)。
艦名は海上自衛隊のもがみ型護衛艦「ながら」に受け継がれた。

### その後
佐々木ツルが建立した長良の戦没者の慰霊碑は天草市牛深の在郷軍人墓地の一角にあり、同市にはうしぶか海彩館に軍艦長良記念館がある。記念館には砲弾、鉄帽、長良の模型などが展示されている。
毎年8月7日には、軍艦長良記念館にて軍艦長良慰霊祭が行われている。

## 歴代艦長
※『艦長たちの軍艦史』146-149頁、『日本海軍史』第9巻・第10巻の「将官履歴」及び『官報』に基づく。

### 艤装員長
1. 黒田瀧二郎 大佐：1921年6月15日 - 1921年9月10日[66]

### 艦長
1. 黒田瀧二郎 大佐：1921年9月10日[66] - 1922年11月10日
2. 藤井謙介 大佐：1922年11月10日 - 1923年11月1日
3. 佐藤巳之吉 大佐：1923年11月1日 - 1924年11月1日
4. 堀悌吉 大佐：1924年11月1日 - 1925年10月20日
5. 吉武純蔵 大佐：1925年10月20日 - 1926年7月1日
6. 柳沢恭亮 大佐：1926年7月1日 - 1927年12月1日
7. 伴次郎 大佐：1927年12月1日 - 1927年12月21日
8. 相良達夫 大佐：1927年12月21日 - 1928年12月10日
9. 佐藤市郎 大佐：1928年12月10日 - 1929年5月1日
10. 三井清三郎 大佐：1929年5月1日 - 1929年11月30日
11. 小林宗之助 大佐：1929年11月30日 - 1930年12月1日
12. 脇鼎 大佐：1930年12月1日 - 1931年12月1日
13. 谷池三郎 大佐：1931年12月1日 - 1932年12月1日
14. 渡部徳四郎 大佐：1932年12月1日 - 1933年11月15日
15. 高木武雄 大佐：1933年11月15日 - 1934年11月15日
16. 松永次郎 大佐：1934年11月15日 - 1935年11月15日
17. 梶岡定道 大佐：1935年11月15日 - 1936年12月1日
18. （兼）松山光治 大佐：1936年12月1日 - 1937年2月20日
19. 中尾八郎 大佐：1937年2月20日 - 1937年11月10日
20. 澤田虎夫 大佐：1937年11月10日 - 1938年7月15日
21. 一瀬信一 大佐：1938年7月15日 - 1938年12月15日
22. 江戸兵太郎 大佐：1938年12月15日 - 1939年7月1日
23. 矢野英雄 大佐：1939年7月1日 - 1939年9月1日
24. 中里隆治 大佐：1939年9月1日 - 1940年11月1日[67]
25. 曽爾章 大佐：1940年11月1日 - 1941年9月10日
26. 直井俊夫 大佐：1941年9月10日 -
27. 田原吉興 大佐：1942年7月10日 -
28. 篠田勝清 大佐：1942年12月17日 - 1943年8月16日
29. 北村昌幸 大佐：1943年8月16日 - 1944年4月7日
30. 近藤新一 大佐：1944年4月7日 -
31. 中原義一郎 大佐：1944年5月8日 - 1944年8月7日戦死